# 乐里河
乐里河，位于中国广西壮族自治区西部，是剥隘河（右江）左岸支流，发源于田林县潞城瑶族乡央弄村（原属于板桃乡）西北3.6千米，东南流经潞城乡驻地、田林县城乐里镇、百色市右江区汪甸瑶族乡，至阳圩镇供元村百达屯汇入剥隘河。河长144千米，平均比降2.85‰，流域面积1412平方千米。